# Celtic Woman: Songs from the Heart
Celtic Woman: Songs from the Heart är ett studioalbum av Celtic Woman. Albumet släpptes den 26 januari 2010.

## Låtlista
| Nr  | Titel                                        | Vokalist(er)                                                       | Längd |
| --- | -------------------------------------------- | ------------------------------------------------------------------ | ----- |
| 1.  | Fields of Gold                               | Lisa Kelly                                                         | 3:49  |
| 2.  | Amazing Grace                                | Chloë Agnew, Lynn Hilary, Lisa Kelly, Alex Sharpe                  | 4:58  |
| 3.  | Níl Sé'n Lá                                  | Chloë Agnew, Lynn Hilary, Lisa Kelly, Máiréad Nesbitt, Alex Sharpe | 3:35  |
| 4.  | My Lagan Love                                | Lynn Hilary                                                        | 2:53  |
| 5.  | When You Believe                             | Chloë Agnew                                                        | 4:31  |
| 6.  | The New Ground - Isle of Hope, Isle of Tears | Chloë Agnew, Lynn Hilary, Lisa Kelly, Alex Sharpe                  | 6:41  |
| 7.  | The Coast of Galiçia                         | Máiréad Nesbitt                                                    | 3:38  |
| 8.  | Non C'è Più                                  | Chloë Agnew, Lynn Hilary, Lisa Kelly, Máiréad Nesbitt, Alex Sharpe | 4:48  |
| 9.  | The Moon's a Harsh Mistress                  | Lisa Kelly, Máiréad Nesbitt                                        | 3:17  |
| 10. | You'll Be in My Heart                        | Alex Sharpe                                                        | 4:03  |
| 11. | Goodnight My Angel                           | Lynn Hilary, Lisa Kelly, Chloë Agnew                               | 3:15  |
| 12. | Galway Bay                                   | Chloë Agnew                                                        | 4:17  |
| 13. | The Lost Rose Fantasia                       | Máiréad Nesbitt                                                    | 2:19  |
| 14. | O, America!                                  | Agnew, Hilary, Kelly, Nesbitt, Sharpe                              | 3:47  |

## Listplaceringar
- Billboard 200 - 9 (2010)
- Billboard Top World Music Albums - 1 (2010)